# Ugum River
Ugum River är ett vattendrag i Guam (USA).   Det utgör större delen av sin längd gräns mellan kommunerna Inarajan  och Talofofo, i den södra delen av Guam, 16 km söder om huvudstaden Hagåtña. I vattendraget finns vattenfallen Talofofo Falls. Ugum River mynnar ut i Talofofo River. 